# Витгенштейн, Леонилла Ивановна
Светлейшая княгиня Леони́лла Ива́новна Сайн-Витгенште́йн, урождённая княжна Баря́тинская (6 мая 1816 — 1 февраля 1918) — фрейлина петербургского двора из рода Барятинских. Блистала в салонах пушкинского времени южной красотой, запечатлённой на известных портретах кисти Винтерхальтера, который называл её самой красивой из всех позировавших ему дам. Дожив до 101 года, установила, вероятно, рекорд долгожительства среди высшей аристократии царской России.

## Биография
Дочь князя Ивана Ивановича Барятинского (1772—1825), одного из самых блистательных русских аристократов начала XIX века, и немецкой графини Марии Келлер (1793—1858), которая передала свою красоту дочерям. Родилась в Москве и при крещении была наречена имением Леонида. Получила прекрасное домашнее образование, говорила на французском, немецком и английском языках. До 15 лет почти безвыездно жила в Марьино, роскошном имении отца в Курской губернии.

В 1831 году с семьей переехала в Петербург, где была представлена ко двору и пожалована во фрейлины императрицы Александры Фёдоровны. В начале 1834 года князь П. А. Вяземский писал:
На петербургском небосклоне загорелась новая звезда: княжна Леонилла Барятинская, звезда не жгучая, несколько холодная, но всеобъемлющая репицами—лучами. Приедешь и запутаешься в них.
Молодая Барятинская, как замечали современники, была «очень привлекательной, но земной красоты». Среди миниатюрных женщин столицы, она казалась «настоящим ливанским кедром — высокая, стройная, несколько сдержанная, очень серьезная, но красивая с головы до пят, причем восхитительно красивая», её «бархатные глаза и соболиные брови наделали много шума в свете». В 1834 году в Барятинскую влюбился князь Александр Трубецкой и посватался к ней, но она оскорбилась и вышла за двоюродного брата своей матери — князя Льва Петровича Витгенштейна (1799—1866).

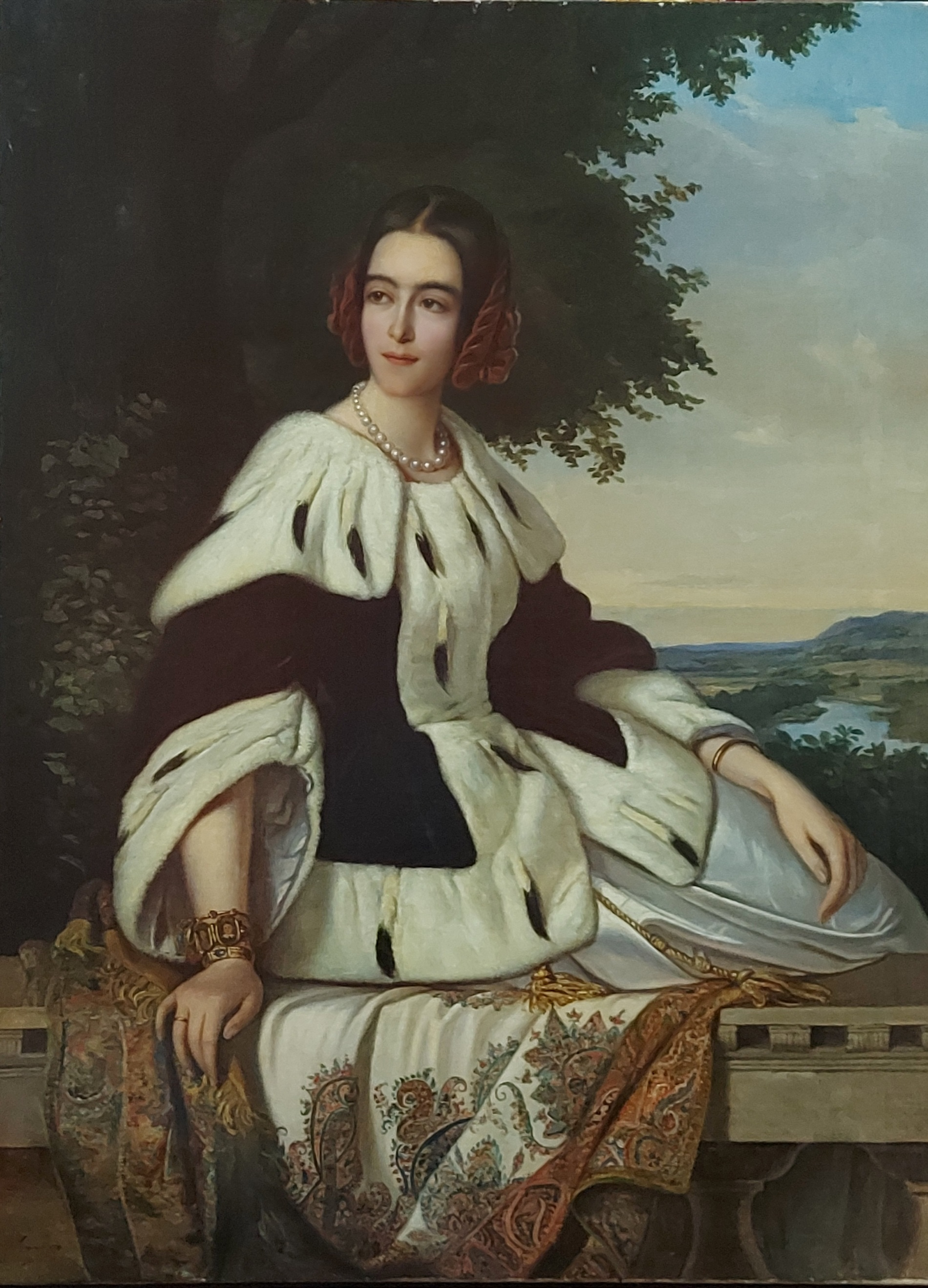
Портрет Леониллы Ивановны Витгенштейн, Иоганн Конрад Дорнер 1840, частное собрание

Их свадьба состоялась 28 октября 1834 года в Большой церкви Зимнего дворца в присутствии всей императорской фамилии во главе с Николаем Павловичем. Этот брак в свете восприняли неоднозначно. Всем было известно, что замужеству Барятинской с князем Витгенштейном предшествовала его скандальная связь с женой князя А. А. Суворова, вызвавшая недовольство императрицы Александры Федоровны и вынудившая её лично подыскать Витгенштейну жену в лице княжны Барятинской.
После свадьбы, во избежание лишних толков, Витгенштейны покинули Россию. С этого времени почти постоянно они жили за границей или в своем имении Верки под Вильно, где по примеру своей матери (известной благотворительницы) Леонилла Ивановна основала школу для крестьянских детей. Большое богатство, унаследованное князем Витгенштейном от первой жены, позволяло им вести роскошный образ жизни.
В 1848 году Витгенштейны жили в Париже, где стали свидетелями французской революции. С балкона своего дома они наблюдали за разграблением разъярённой толпой дворца Тюильри и за бегством короля Луи-Филиппа Орлеанского. Потрясенные этими событиями, они переехали в Германию, где в окрестностях Франкфурта-на-Майне получили в подарок от прусского короля Фридриха Вильгельма IV полуразрушенный замок Сайн-Витгенштейн-Сайн, бывшее родовое поместье Сайн-Витгенштейнов, и построили новый красивый замок в неоготическом стиле.

Первые годы брака для Леониллы Ивановны были счастливыми, но впоследствии она отдалилась от мужа. В 1851 году в Риме она приняла католицизм. В своих мемуарах А. О. Смирнова писала, что жизнь Витгенштейнов в замке Сайн стала напоминать сумасшедший дом. Княгиня ходила в чёрном платье, с распущенными волосами с большим крестом на спине, временами впадая в мнимую экзальтацию. У неё был роман с гувернёром-французом, а её муж поселил во флигеле замка любовницу-немку.

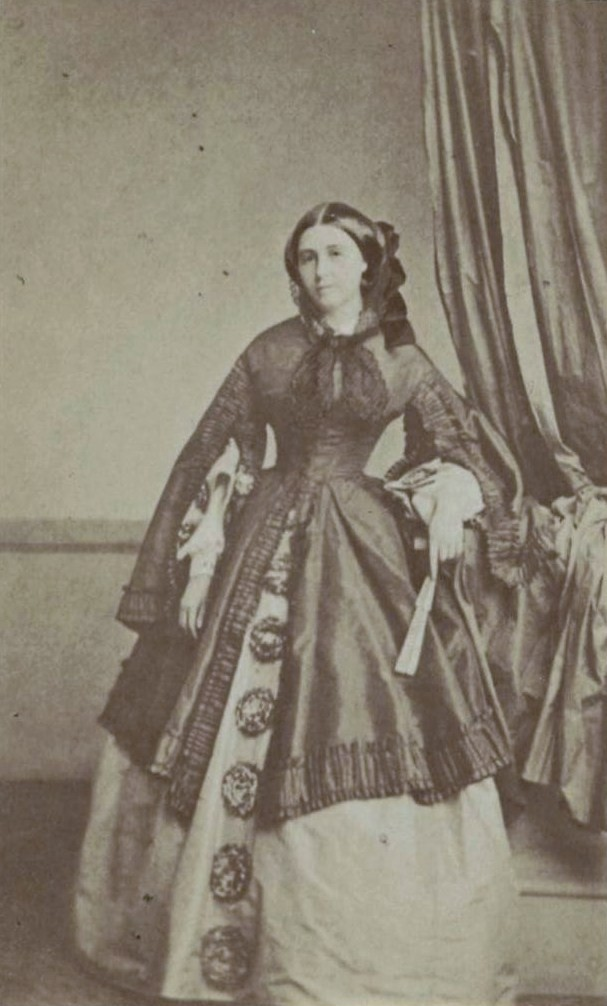
Леонилла Ивановна (1857)

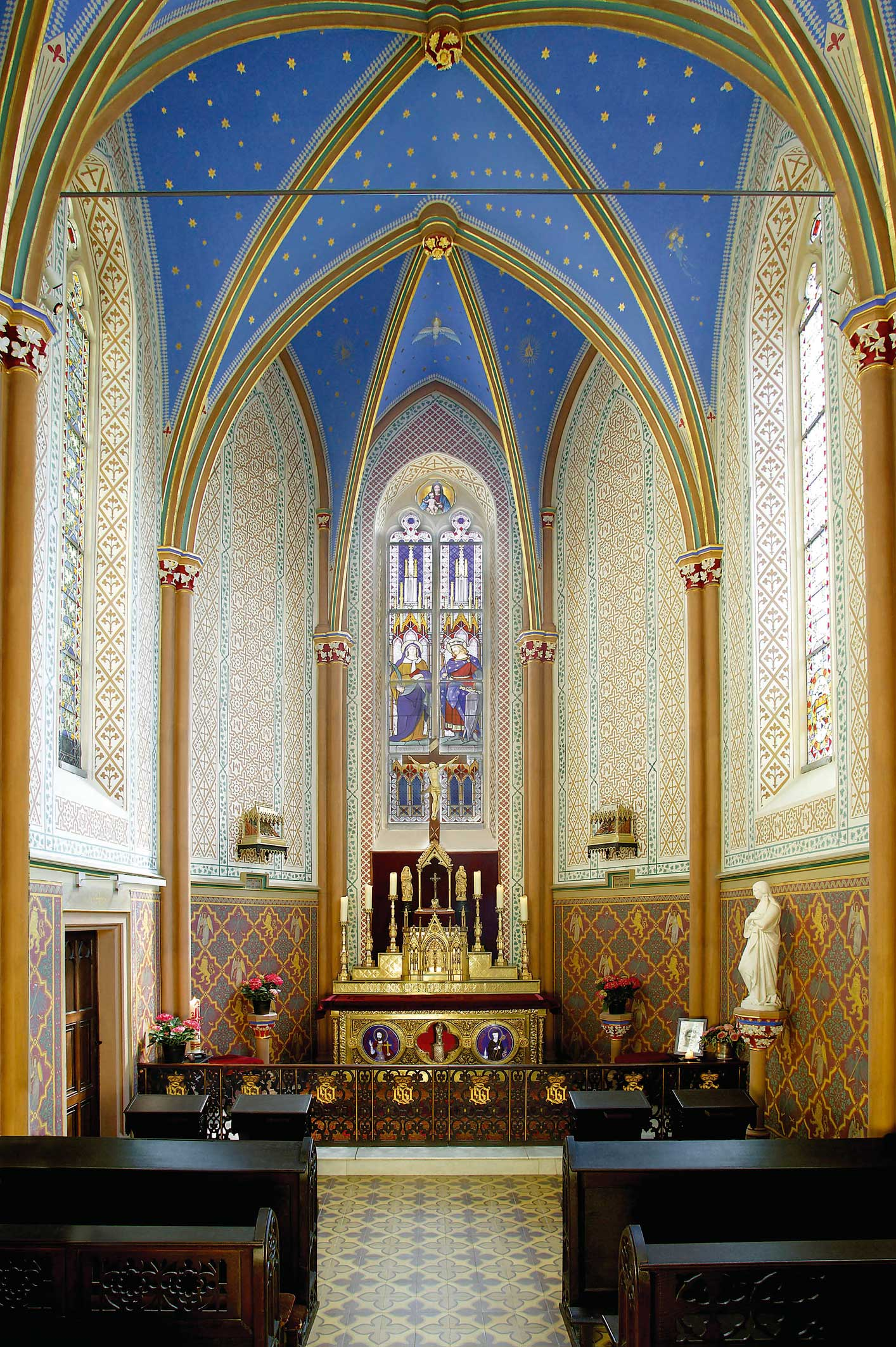
Католическая капелла, обустроенная княгиней в замке Сайн

В 1856 году супруги Витгенштейны участвовали в торжествах по случаю коронации императора Александра II в Москве. Через 5 лет король Пруссии даровал им титул князей Сайн-Витгенштейн-Сайн, что «понравилось тщеславной Леонилле Ивановне, и она превратилась в совершенную пруссачку». В 1866 году в Каннах умер князь Витгенштейн, за год до кончины он сошел с ума. «Так кончилась, — замечала мемуаристка А. О. Смирнова, — эта супружеская жизнь, начатая притворною любовью, перешедшая на короткое время в равнодушие, а потом в дружбу».
Овдовев, Леонилла Ивановна жила у своей дочери в Италии в её старинной резиденции в Аричче. В 1870 году она переехала в Германию, где пыталась помочь своей подруге императрице Августе в разрешении ряда дипломатических вопросов по предотвращению франко-прусской войны. С этой целью княгиня ездила в Орлеан, чтобы обратиться к епископу Ф. Дюпанлу с предложением об инициировании мира между Германией и Францией. Но по прибытии на место она получила телеграмму от императрицы, где говорилось, что архиепископ больше не может выступать эмиссаром мира, так как накануне выступил с официальным письмом ко всем членам своей епархии и ко всем французам с призывом мужественно противостоять пруссакам, которых сравнил с гуннами.
В Париже княгиня Витгенштейн содержала великосветский салон, где собиралось избранное общество и многие русские католики. В 1888 году в её салоне дважды выступал В. С. Соловьёв в связи с работой над книгой «Россия и Вселенская церковь». Она была в дружеских отношениях с А. К. Толстым, состояла в переписке с князем И. С. Гагариным, с членами царского дома Романовых, в основном с великим князем Николаем Михайловичем. Была в курсе всех дел, происходивших в России. В своих воспоминаниях, вышедших в 1907 году в Париже, Леонилла Ивановна писала, что «с грустью наблюдает за мучительными перипетиями царствования Николая II и предосудительными крайностями революции».
Последние тридцать лет жизни княгиня Витгенштейн жила на своей вилле в Уши на Женевском озере. Там она встретила свой столетний юбилей. На протяжении многих лет её дом был полон именитых гостей голубых кровей. Одной из старейших её подруг была вдовствующая великая княгиня Мекленбург-Стрелицкая, каждый год гостившая на вилле. До последних дней своей долгой жизни Леонилла Ивановна сохраняла прекрасную память и трезвость ума. Она скончалась в 1918 году на 102-м году жизни на своей вилле в Лозанне. Была захоронена в семейном склепе Витгенштейнов в капелле Святой Елизаветы замка Сайн в Германии.
Это был удивительный экземпляр человеческой расы. Кажется, ей было под девяносто лет, когда она в первый раз обратилась к зубному врачу. Бодрая, красивая, умная, она была духом моложе всех молодых, окружавших ее старость. Когда ей минуло сто лет, она получила телеграммы от папы, от императора Николая II, от Вильгельма — вся Европа, враждующая, союзная, нейтральная, сошлась на её столе.

## Потомки

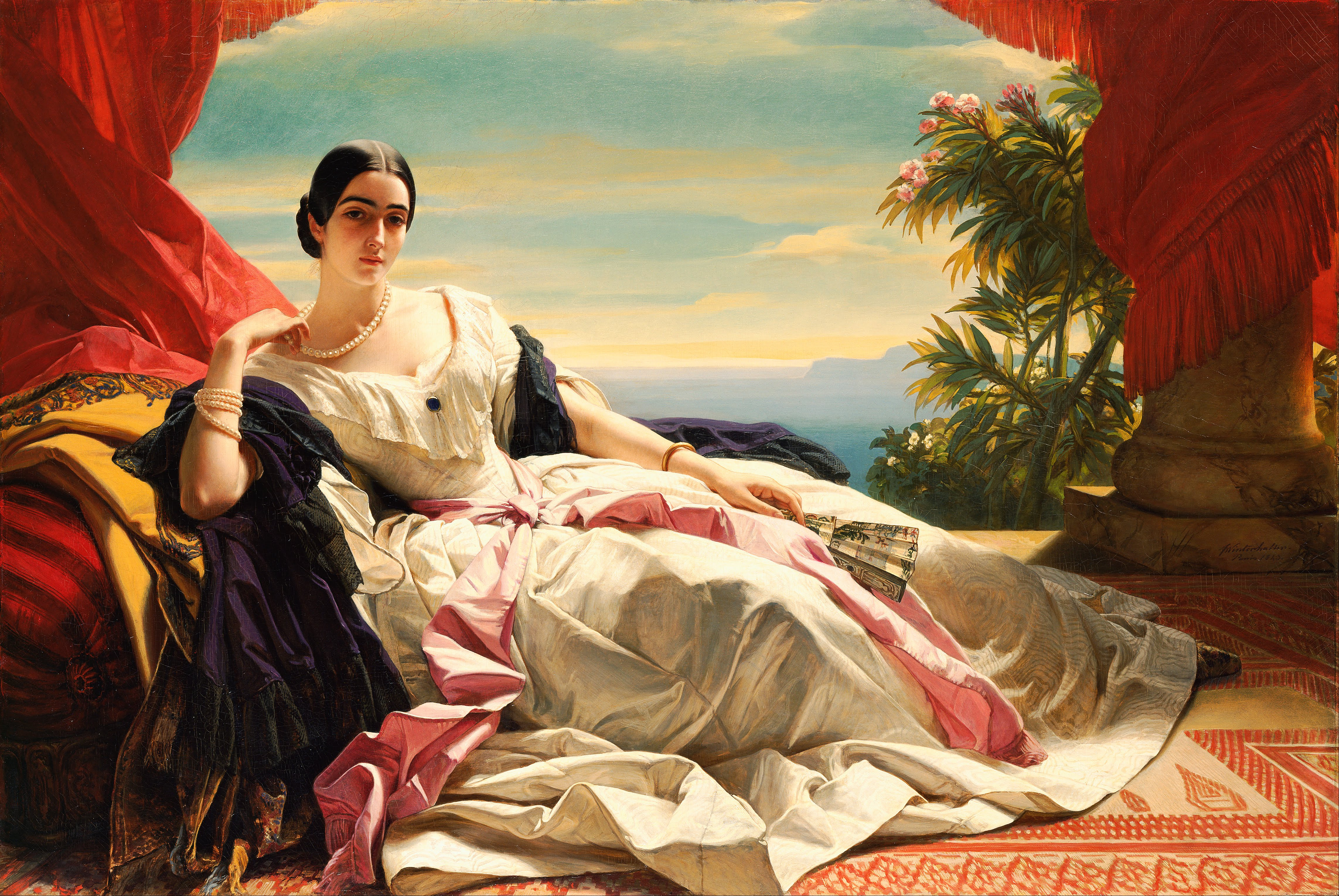
Княгиня Леонилла Витгенштейн на знаменитом портрете Ф. К. Винтерхальтера (1843). Музей Гетти в Калифорнии

В браке княгиня Леонилла Витгенштейн родила четырёх детей, которые последовали примеру матери и перешли в католичество:
- Фёдор (Фридрих) Львович (1836—1909), майор на русской службе, в январе 1880 года отрекся от княжеского титула и принял имя графа фон Альтенкирхен, женившись на простолюдинке Вильгельмине Гаген.
- Антуанетта Львовна (1839—1918), с 1857 года была замужем за Марио Киджи-Альбано Делла Ровере (1832—1914), князем Кампаньяно; их сын Людовик возглавлял Мальтийский орден.
- Людвиг (крещен именем Лев) Львович (3.07.1843 Париж[13] —1876), умер холостым.
- Александр Львович (1847—1940), в 1883 году отказался от княжеского титула, и принял имя графа фон Гохенбург, был женат три раза, в том числе на дочери собирателя антиков герцога де Блакаса; ныне род Сайн-Витгенштейн-Сайн возглавляет его правнук Александр (род. 1943).